# Jernej Stante
Jernej Stante, slovenski pravnik, pesnik in dramatik, * 19. avgust 1900, Šentjur, * 20. december 1966, Ljubljana.
Rodil se je kot nezakonski otrok. Oče mu je bil rudar in kmet Mihael, mati mu je bila poljedelavka Antonija Goluf (ali Galuf, Galjuf). Stante je leta 1926 diplomiral na PF v Ljubljani. Po končanem študiju se je med leti zaposlil kot sodni in odvetniški pripravnik v Ljubljani, Celju in Murski Soboti, od 1933 do 1941 pa je opravljal samostojni odvetniški poklic v Celju. Na začetku okupacije je v Ljubljani začel sodelovati z OF in VOS. Leta 1943 je bil na osvobojenem ozemlju imenovan za sodnika Višjega vojaškega sodišča pri Glavnem štabu POS. Po koncu 2. svet. vojne je postal javni tožilec in opravljal še druge visoke funkcije v javnem sodstvu. Prispevke o partizanskem in gospodarskem sodstvu, javnem tožilstvu ter državni arbitraži je objavljal v strokovnem in drugem časopisju. Jernej Stante je nosilec partizanske spomenice 1941.
Poleg strokovnih člankov je Stante pisal tudi pesmi in dramska besedila. Ustvaril je dve dramski pesnitvi: Mlada Breda in Na prelomu.